# نیلای دنیز
نیلای دنیز (انگلیسی: Nilay Deniz؛ زادهٔ ۳ مهٔ ۱۹۹۳) بازیگر اهل ترکیه است. وی از سال ۲۰۱۲ میلادی تاکنون مشغول فعالیت بوده‌است.در سریالهای همچون عشق زیر شیروانی و عشق از نو و کرم شب تاب بازی کرده است 